# Condensine

Schematische Abbildung von Condensin mit Namen der einzelnen Untereinheiten.

Condensine sind Proteinkomplexe, die für die Chromosomenkondensation der Mitose erforderlich sind.

## Eigenschaften
Strukturell sind Condensine den Cohesinen sehr ähnlich, unterscheiden sich aber in der Funktion.
Sie bestehen aus fünf Untereinheiten: zwei SMC-Proteinen (SMC2 und SMC4), einem Kleisin (Brn1 / CAP-H oder CAP-H2) und zwei HEAT-repeat-Proteinen (CAP-D2/D3 und CAP-G/G2). Beide SMC-Untereinheiten bilden mit der Kleisin-Untereinheit einen Ring. Es ist vorgeschlagen worden, dass dieser Ring ähnlich Cohesin Chromatin topologisch umschließen kann. Die beiden HEAT-repat-Untereinheiten assoziieren mit der Kleisin-Untereinheit.
Fast alle Organismen haben Condensin oder Condensin-ähnliche Proteinkomplexe. Während Prokaryoten und niedere Eukaryoten nur eine Isoform besitzen, kommen in mehrzelligen Lebewesen oft zwei Condensin-Isoformen vor – Condensin I und Condensin II. Condensin-II-Komplexe befinden sich während des ganzen Zellzyklus im Zellkern. Condensin-I-Komplexe sind in der Interphase im Zytoplasma und gelangen nur nach Auflösen der Kernhülle in der Mitose in Kontakt mit Chromatin.
Die SMC-Untereinheiten können als Dimer ATP binden. In vitro konnte gezeigt werden, dass Condensine die Energie aus der ATP-Hydrolyse nutzen können, um DNA zu binden und diese zu verwinden. Vermutlich funktioniert die Kondensation der DNA gleich. Dabei werden einige Untereinheiten des Condesins von dem während der M-Phase aktiven M-cdk phosphoryliert und bilden DNA-Schleifen durch intramolekulare Quervernetzungen.